# Tomo Sugawara
Tomo Sugawara (菅原 智, Sugawara Tomo) est un footballeur japonais né le 3 juin 1976.